# Scutiger wanglangensis
Scutiger wanglangensis es una especie de anfibios de la familia Megophryidae.

## Distribución geográfica
Es endémica de la provincia de Sichuan (China).